# Circuito Mundial de Voleibol de Praia de 2012
O Circuito Mundial de Voleibol de Praia de 2012 foi uma série de competições internacionais de vôlei de praia organizadas pela Federação Internacional de Voleibol (FIVB). Para a edição 2012, o Circuito incluiu 8 torneios Grand Slams para ambos os naipes, além dos 4 torneios "Open" para a variante feminina e 3 para a masculina.

## Calendário

### Feminino
| Torneio                                                                           | Ouro                                       | Prata                                      | Bronze                                     | Quarto lugar                               |
| Aberto de Brasília Brasília, Brasil De 15 a 20 de abril de 2012                   | Xue Chen/Zhang Xi (CHN)                    | Talita/Maria Elisa Antonelli (BRA)         | Greta Cicolari/Marta Menegatti (ITA)       | Larissa França/Juliana Silva (BRA)         |
| Aberto de Sanya Sanya, China De 24 a 29 de abril de 2012                          | Talita/Maria Elisa Antonelli (BRA)         | Larissa França/Juliana Silva (BRA)         | Xue Chen/Zhang Xi (CHN)                    | Sara Montagnolli/Barbara Hansel (AUT)      |
| Grand Slam de Xangai Xangai, China De 30 de abril a 5 de maio de 2012             | Xue Chen/Zhang Xi (CHN)                    | Talita/Maria Elisa Antonelli (BRA)         | Larissa França/Juliana Silva (BRA)         | Sanne Keizer/Marleen van Iersel (NLD)      |
| Grand Slam de Pequim Pequim, China De 7 a 12 de maio de 2012                      | Larissa França/Juliana Silva (BRA)         | Greta Cicolari/Marta Menegatti (ITA)       | Sanne Keizer/Marleen van Iersel (NLD)      | Katrin Holtwick/Ilka Semmler (ALE)         |
| Grand Slam de Moscou Moscou, Rússia De 6 a 11 de junho de 2012                    | Xue Chen/Zhang Xi (CHN)                    | Kerri Walsh/Misty May-Treanor (EUA)        | Larissa França/Juliana Silva (BRA)         | Talita/Maria Elisa Antonelli (BRA)         |
| Grand Slam de Roma Roma, Itália De 12 a 17 de junho de 2012                       | Simone Kuhn/Nadine Zumkehr (SUI)           | Sara Goller/Laura Ludwig (ALE)             | Jennifer Kessy/April Ross (EUA)            | Greta Cicolari/Marta Menegatti (ITA)       |
| Grand Slam de Gstaad Gstaad, Suíça De 2 a 7 de julho de 2012                      | Kerri Walsh/Misty May-Treanor (EUA)        | Sanne Keizer/Marleen van Iersel (NLD)      | Simone Kuhn/Nadine Zumkehr (SUI)           | Liesbeth Mouha/Katrien Gielen (BEL)        |
| Grand Slam de Berlim Berlim, Alemanha De 11 a 15 de julho de 2012                 | Larissa França/Juliana Silva (BRA)         | Xue Chen/Zhang Xi (CHN)                    | Greta Cicolari/Marta Menegatti (ITA)       | Katrin Holtwick/Ilka Semmler (ALE)         |
| Grand Slam de Klagenfurt Klagenfurt, Áustria De 16 a 21 de julho de 2012          | Ekaterina Khomyakova/Evgenia Ukolova (RUS) | Madelein Meppelink/Sophie van Gestel (NLD) | Talita/Maria Elisa Antonelli (BRA)         | Xue Chen/Zhang Xi (CHN)                    |
| Grand Slam de Stare Jabłonki Stare Jabłonki, Polônia De 13 a 18 de agosto de 2012 | Larissa França/Juliana Silva (BRA)         | Greta Cicolari/Marta Menegatti (ITA)       | Katrin Holtwick/Ilka Semmler (ALE)         | Ekaterina Khomyakova/Evgenia Ukolova (RUS) |
| Aberto de Aland Aland, Finlândia De 28 de agosto a 2 de setembro de 2012          | Katrin Holtwick/Ilka Semmler (ALE)         | Liliana Fernández/Elsa Baquerizo (ESP)     | Ekaterina Khomyakova/Evgenia Ukolova (RUS) | Simone Kuhn/Nadine Zumkehr (SUI)           |
| Aberto de Phuket Phuket (cidade), Tailândia De 23 a 28 de outubro de 2012         | Jennifer Kessy/April Ross (EUA)            | Ekaterina Khomyakova/Evgenia Ukolova (RUS) | Ágatha Bednarczuk/Bárbara Seixas (BRA)     | Lauren Fendrick/Nicole Branagh (EUA)       |

### Masculino
| Torneio                                                                           | Ouro                                   | Prata                                  | Bronze                                  | Quarto lugar                               |
| Aberto de Brasília Brasília, Brasil De 17 a 22 de abril de 2012                   | Todd Rogers/Phil Dalhausser (EUA)      | Matt Fuerbringer/Nick Lucena (EUA)     | Pedro Cunha/Ricardo Alex Santos (BRA)   | Pablo Herrera/Adrián Gavira (ESP)          |
| Aberto de Silésia Mysłowice, Polônia De 24 a 29 de abril de 2012                  | Pedro Cunha/Ricardo Alex Santos (BRA)  | Márcio Araújo/Pedro Solberg (BRA)      | Pablo Herrera/Adrián Gavira (ESP)       | Paolo Nicolai/Daniele Lupo (ITA)           |
| Grand Slam de Xangai Xangai, China De 1 a 6 de maio de 2012                       | Todd Rogers/Phil Dalhausser (EUA)      | Jake Gibb/Sean Rosenthal (EUA)         | Márcio Araújo/Pedro Solberg (BRA)       | Benjamin Insfran/Bruno Oscar Schmidt (BRA) |
| Grand Slam de Pequim Pequim, China De 8 a 13 de maio de 2012                      | Reinder Nummerdor/Richard Schuil (NLD) | Paolo Nicolai/Daniele Lupo (ITA)       | Alison Cerutti/Emanuel Rego (BRA)       | Jake Gibb/Sean Rosenthal (EUA)             |
| Aberto de Praga Praga, República Tcheca De 22 a 27 de maio de 2012                | Pedro Cunha/Ricardo Alex Santos (BRA)  | Alison Cerutti/Emanuel Rego (BRA)      | Todd Rogers/Phil Dalhausser (EUA)       | Márcio Araújo/Pedro Solberg (BRA)          |
| Grand Slam de Moscou Moscou, Rússia De 7 a 12 de junho de 2012                    | Alison Cerutti/Emanuel Rego (BRA)      | Reinder Nummerdor/Richard Schuil (NLD) | Pedro Cunha/Ricardo Alex Santos (BRA)   | Julius Brink/Jonas Reckermann (ALE)        |
| Grand Slam de Roma Roma, Itália De 13 a 17 de junho de 2012                       | Jake Gibb/Sean Rosenthal (EUA)         | Alison Cerutti/Emanuel Rego (BRA)      | Sascha Heyer/Sébastien Chevallier (SUI) | Matt Fuerbringer/Nick Lucena (EUA)         |
| Grand Slam de Gstaad Gstaad, Suíça De 3 a 8 de julho de 2012                      | Jake Gibb/Sean Rosenthal (EUA)         | Alison Cerutti/Emanuel Rego (BRA)      | Paolo Nicolai/Daniele Lupo (ITA)        | Todd Rogers/Phil Dalhausser (EUA)          |
| Grand Slam de Berlim Berlim, Alemanha De 10 a 14 de julho de 2012                 | Alison Cerutti/Emanuel Rego (BRA)      | Jake Gibb/Sean Rosenthal (EUA)         | Grzegorz Fijałek/Mariusz Prudel (POL)   | Reinder Nummerdor/Richard Schuil (NLD)     |
| Grand Slam de Klagenfurt Klagenfurt, Áustria De 17 a 22 de julho de 2012          | Reinder Nummerdor/Richard Schuil (NLD) | Márcio Araújo/Pedro Solberg (BRA)      | Jake Gibb/Sean Rosenthal (EUA)          | Todd Rogers/Phil Dalhausser (EUA)          |
| Grand Slam de Stare Jabłonki Stare Jabłonki, Polônia De 14 a 19 de agosto de 2012 | Mārtiņš Pļaviņš/Jānis Šmēdiņš (LAT)    | Clemens Doppler/Alexander Horst (AUT)  | Todd Rogers/Phil Dalhausser (EUA)       | Jake Gibb/Sean Rosenthal (EUA)             |

## Quadro de medalhas
| Ordem | País           | Medalha de ouro | Medalha de prata | Medalha de bronze | Total |
| ----- | -------------- | --------------- | ---------------- | ----------------- | ----- |
| 1     | Brasil         | 8               | 8                | 8                 | 24    |
| 2     | Estados Unidos | 6               | 4                | 4                 | 14    |
| 3     | China          | 3               | 1                | 1                 | 5     |
| 4     | Países Baixos  | 2               | 3                | 1                 | 6     |
| 5     | Alemanha       | 1               | 1                | 1                 | 3     |
| 6     | Suíça          | 1               | 0                | 2                 | 3     |
| 7     | Rússia         | 1               | 1                | 1                 | 3     |
| 8     | Letônia        | 1               | 0                | 0                 | 1     |
| 9     | Itália         | 0               | 3                | 3                 | 6     |
| 10    | Espanha        | 0               | 1                | 1                 | 2     |
| 11    | Áustria        | 0               | 1                | 0                 | 1     |
| 12    | Polónia        | 0               | 0                | 1                 | 1     |